# 霍洛迪夫希納
51°43′33″N 33°23′36″E / 51.72583°N 33.39333°E
霍洛迪夫希納（烏克蘭語：Холодівщина）是位於烏克蘭東北部的村莊，由蘇梅州紹斯特卡區的紹斯特卡市鎮負責管轄。該村處於埃斯曼河右岸，分別距離赫雷奇基內2公里和皮羅特奇內2.5公里，海拔高度155米，2001年人口42。